# (1391) Carelia
(1391) Carelia – planetoida z grupy pasa głównego asteroid okrążająca Słońce w ciągu 4 lat i 24 dni w średniej odległości 2,55 au. Została odkryta 16 lutego 1936 roku w Obserwatorium Iso-Heikkilä w Turku przez Yrjö Väisälä. Nazwa planetoidy pochodzi od łacińskiej nazwy Karelii, krainy na pograniczu Finlandii i Rosji. Przed nadaniem nazwy planetoida nosiła oznaczenie tymczasowe (1391) 1936 DA.